# 动量守恒定律
动量守恒定律（Conservation of momentum）：如果物体受到外力的合力为零，则系统内各物体动量的向量和保持不变，系統質心維持原本的運動狀態。

## 数学表示
以用p表示动量，
{\displaystyle \sum _{i=1}^{N}p_{i}=const.}
或者
{\displaystyle {\frac {d}{dt}}\sum _{i=1}^{N}p_{i}=0}
一般會表示成
{\displaystyle m_{1}v_{01}+m_{2}v_{02}=m_{1}v_{1}+m_{2}v_{2}}

## 动量守恒定律应用条件
动量守恒定律严格成立的条件是物理系统受到的合外力为零。在实际计算中，如系统内部的物体之间相互作用的內力远远大于外力，相对于内力，可以忽略外力，此时动量守恒定律近似成立。例如物体由于爆炸分割为多个小物体，此时爆炸产生的力远大于空气阻力。所以可认为在爆炸过程中，该物体系统（爆炸后系统由各个小物体组成）动量守恒。若在某一个方向上，合外力的分量为零，则该方向的动量守恒，即动量在该方向的分量守恒。（根据运动的分解与合成和力的独立作用原理可推知）

## 动量守恒定律的本质

论证动量守恒定律的牛顿摆

动量守恒定律是空间平移不变性的表现。在狭义相对论中，动量和能量结合在一起成为动量-能量四维矢量，动量守恒定律也与能量守恒定律一起结合为四维动量守恒定律。

## 动量守恒定律的意义
动量守恒定律与能量守恒定律、角动量守恒定律是自然界的普遍规律。在狭义相对论中，微观粒子作高速运动（速度接近光速）的情况下，牛顿定律已经不适用，但是以上定律仍然适用。现代物理学研究中，动量守恒定律成为一个重要的基础定律。

## 相关事件
1930年泡利为解释中子衰变现象中能量、动量不守恒提出微中子假说，后1930年莱因斯实验发现其存在。另外1932年查德威克实验研究钋放射的α粒子从铍中打出高能中性辐射发现中子。